# Карнак (Marvel Comics)
Карнак (англ. Karnak) — персонаж из комиксов, издаваемых Marvel Comics, член королевской семьи Нелюдей, расы сверхлюдей.

## История создания
Карнак, созданный писателем Стэном Ли и художником Джеком Кирби, впервые появился в Fantastic Four № 45 (декабрь 1965).

## Биография
Карнак является представителем Нелюдей, членом королевской семьи, родившимся в Аттилане. Кузен короля Нелюдей Чёрного Грома. Карнак имеет возможность найти слабое место у любого человека или объекта. Таким образом, он обычно служит в качестве планировщика Нелюдей. Он также является священником и философом.
Карнак — родной брат Тритона, который пережил террогенезис раньше него. Но после того, как террогенезис радикально изменил Тритона, его родители — Мандер и Азур, умоляли, чтобы Карнак не проходил эту процедуру. Вместо этого он был отправлен в монастырь, где изучал боевые искусства.
Он, как правило, действует со своими родственниками, Горгоном и Тритоном. Он принимал участие в большинстве приключений Нелюдей, таких как войны Крии и Скруллов, и многие перемещения города Аттилан.
Карнак и королевская семья сталкивается с созданием Маскимуса Триконом, после чего изгоняются из Аттилана.
Карнак впервые появился, когда попытался вернуть своего двоюродного брата Горгона и королеву Медузу из внешнего мира обратно к Аттилан. Это привело его к конфликту с Фантастической четвёркой, первых людей, которых он встретил, которые укрывали Медузу после спасения её от Ужасающей четвёрки. Соответственно, Карнак косвенно ответственен за раскрытие существования Аттилана для внешнего мира. Карнак вместе с королевской семьёй сражался с Максимусом, и оказался в ловушке под отрицательным барьером созданным Максимусом вокруг Убежища. Он был освобожден наряду с остальными Нелюдями Фантастической четверкой и покинул Убежище, чтобы посетить внешний мир. Он объединился с Существом, Человеком-факелом и Чёрной пантерой против Психо-человека. Он помог королевской семье пресечь очередную попытку Максимуса захватить власть.
Позже он помог Горгону в освобождении Максимуса, позже отправился в Америку, чтобы искать пропавшего Чёрного Грома, затем вместе с Горгоном сражался против Магнето и его мутантов.
Карнак позже сражался с Блаастаром и Каптоидами Крии, после отправился в Нью-Йорк, где столкнулся с агентом Крии Шаттерстаром. Карнак был заключен в тюрьму Максимусом, затем сражался против Максимуса и злых Нелюдей. Карнак покинул Землю с королевской семьёй, чтобы предотвратить покорение Нелюдей расой Крии, так же они сражались с различными инопланетянами. Он продолжал сражаться с агентами Крии, а затем вернулся на Землю. Карнак позже участвовал в Исходе Нелюдей, когда Аттилан был перемещён на тёмную сторону Луны.
Карнак позже, находясь под контролем Максимуса, сражался с Мстителями. Затем он боролся с силами Высшего эволюционера во время Эволюционной войны. Он сопровождал Медузу на Землю, когда она бежала с Аттилана, чтобы избежать обязательного для аборта.
Позже он вместе с Горгоном был послан на Землю в попытке найти пропавшего сына Чёрного Грома с помощью Сорвиголовы. Там он и его спутники боролись против Альтрона-13, которой был побеждён тем, что Карнак обнаружил слабое место в его шее. Позже они оказались втянуты в заговор Мефисто против Сорвиголова, и были доставлены в преисподнюю, где их атаковала сверхъестественная сущность, известная как Блэкхарт, но он потерпел поражение.
Карнак помогает Новым воинам против третьего Звёздного вора. Наряду с Икс-Фактором он борется против Апокалипсиса. Он также помогает Мстителям в бою с Тейн Эктор. Карнак присоединяется к ударной команде Нелюдей, чтобы помочь победить Часового.
Во время Секретного вторжения Карнак встречает Скрулла, замаскированного под Тороса, которого побеждает.

## Силы и способности
Карнак обладает повышенной прочностью, выносливостью, стойкостью, ловкостью и рефлексами благодаря генетически превосходной физиологии Нелюдей. В отличие от большинства других Нелюдей он не имеет сверхчеловеческих сил, потому что никогда не подвергался воздействию мутагенного тумана Терригена. Вместо этого Карнак имеет экстрасенсорную способность (достигнутую с помощью медитации и интенсивных тренировок) видеть точки напряжения и слабые места у объектов у других лиц. Он имеет полный контроль над большей частью своих вегетативных функций организма. Все покровы его тела чрезвычайно ужесточены. Он способен разрушать вещества вплоть до мягкой стали и лишать сверхлюдей сознания, ударяя их.
Как и у всех Нелюдей, иммунная система Карнака слабее, чем у обычного человека.
Карнак получил свои боевые навыки благодаря королевской военной подготовке Нелюдей. Он также является выпускником духовной семинарии в Башне Мудрости в Аттилане.

## Альтернативные версии

### Amalgam Comics
Во вселенной Amalgam Comic присутствует персонаж Трисеринак, являющейся комбинацией Карнака, Тритона и персонажа DC Comics Серифана. Он является членом супергеройской команды Un-People

### Земля Икс
В альтернативном будущем Земли Икс, Карнак подвергся мутации, и его череп значительно вырос и стал более впалым. Во время миссии по исследованию на Землю он пытается успокоить других членов королевской семьи.
В дальнейшем, в Paradise X, он был показан как добровольный изгой, покинувший свой народ, видя в браке Медузы и короля Бриттана предательство памяти Чёрного Грома и превосходства Нелюдей.

### Изгнанники
В Exiles Карнак показан как один из многих героев, настигнутых мутировавшей версией техно-органической Фаланги.

### Возрождение героев
В Heroes Reborn, Карнак живёт с другими Нелюдями, скрытыми на Земле. Его общество поклонялось Галактусу и его многочисленным герольдам с помощью статуй. Карнак одет в костюм, стилизованный под его версию с Земли-616.

### Зомби Marvel
В реальности Marvel Zombies Карнак показан как один из многочисленных зомби, пытающихся сбить Серебряного сёрфера. Он появляется в продолжении истории, где сталкивается с клонами, созданными Кингпином. Он бы разрезан бензопилой во время сражения с Человеком-машиной с Земли-616. Другой вариант с Земли Z оказывал помощь в еде гладиаторам Сакаара. В ретроспективной серии Карнак является одним из многих героев, борющихся с последними неинфицированными людьми, отчаянно пытающимися эвакуироваться в альтернативную реальность.

### Мутант Икс
В Mutant X Карнак присоединяется к Нелюдям и команде Вечных, чтобы противостоять Потустороннему и Дракуле. Все Нелюди и Вечные были убиты, и Дракула высосал их кровь.

### Marvel Ultimate
Во вселенной Ultimate он тоже является членом королевской семьи Нелюдей. Его силой является способность чувствовать и контролировать энергию, например, он почувствовал слабые точки в невидимом силовом поле Сью Шторм и атаковал его стержнем электроэнергии.

## Вне комиксов

### Телевидение
Карнак стал одним из главных героев сериала «Сверхлюди», где его сыграл Кен Люн. В сериале не говорится, что он не проходил террогенезис, при этом он демонстрировал способность предсказывать будущее. Во время мятежа Максимуса Карнак был перенесён на Землю при помощи Локджо. Он получил травму головы, в результате его способности ослабли и он попал в плен к трём наркоторговцам. Был спасён Горгоном, после они встречают Чёрного Грома и Медузу. Ему удаётся обманом победить Мордиса, также он побеждает Лойлолиса. Побеждённому Мордису удаётся использовать свои силы, и в результате этого гибнет Горгон.

### Мультсериалы
- Карнак, озвученный Джоном Стефенсоном появился в серии «Медуза и Нелюди» мультсериала «Фантастическая четвёрка» 1978 года.
- Карнак появлялся в несколькоих сериях 2 сезона мультсериала «Фантастическая четвёрка» 1994 года, где его сначала озвучил Клайд Кусацу.
- Фред Таташор озвучил Карнака в мультсериалах «Халк и агенты У.Д.А.Р.», «Совершенный Человек-паук», «Стражи Галактики» и «Мстители, общий сбор!».

### Видеоигры
- Карнак появляется в игры Marvel: Ultimate Alliance.
- Карнак является играбельным персонажем в Marvel: Contest of Champions.
- Карнак является играбельным персонажем в «MARVEL Future Fight».
- Карнак является играбельным персонажем в Marvel Puzzle Quest.